# Бузький заказник
Бу́зький зака́зник — орнітологічний заказник місцевого значення в Україні. об'єкт природно-заповідного фонду в Миколаїській області. Розташований у межах Вознесенського району, на околиці села Бузьке. 
Площа 210 га. Статус отриманий відповідно до рішення виконкому Миколаївської обласної ради від 23.10.1984 року № 448. Перебуває у користуванні ВАТ «Зелений гай». 
Статус присвоєно для збереження місць мешкання і розмноження численної орнітофауни. Територія охоплює частину акваторії та лівобережної заплави річки Південний Буг. Тут водяться такі види птахів: лебідь, качка, фазан, чапля, куріпка, а також деякі види тварин: видра, ондатра тощо.